# Петербурзька ніч
«Петербурзька ніч» — радянський художній фільм 1934 року, режисерів Григорія Рошаля і Віри Строєвої, знятий за мотивами повістей Федора Достоєвського «Нєточка Незванова» і «Білі ночі». Дебют в кіно актриси Любові Орлової — майбутньої зірки радянського кіно.

## Сюжет
Кріпак поміщика Валемірова Єгор Єфімов (Борис Добронравов), талановитий скрипаль, мріє потрапити в Петербург. Відпущений на волю, герой вирушає в столицю, але по дорозі застряє в повітовому місті.

## У ролях
- Борис Добронравов — Єгор Єфімов, скрипаль
- Ксенія Тарасова — Настенька
- Любов Орлова — Грушенька
- Анатолій Горюнов — Шульц
- Лев Фенін — поміщик Велеміров
- Ігор Доронін — студент
- Іван Кудрявцев — ткач
- Сергій Вечеслов — відвідувач корчми
- Антонін Панкришев — жандарм
- Леонід Юренєв — Його Високоповажність
- Олександр Костомолоцький — антрепренер
- Антоніна Максимова — студентка-нігілістка
- Георгій Мілляр — пліткар
- Григорій Мерлінський — чиновник

## Знімальна група
- Режисери — Григорій Рошаль, Віра Строєва
- Сценаристи — Серафима Рошаль, Віра Строєва
- Оператор — Дмитро Фельдман
- Художники — Петро Бейтнер, Йосип Шпінель
- Композитор — Дмитро Кабалевський